# Zorro il ribelle
Zorro il ribelle è un film del 1966, diretto da Piero Pierotti.

## Trama
Il film inizia con il figlio del governatore locale che irrompe durante un tranquillo giorno di mercato per carpire delle giovani donne quando un misterioso cavaliere mascherato chiamato Zorro salva la situazione poi dileguandosi.